# Ctenota efflatouni
Ctenota efflatouni là một loài ruồi trong họ Asilidae. Ctenota efflatouni được Engel miêu tả năm 1925. Loài này phân bố ở vùng Cổ Bắc giới.